# SMS Barbarossa
SMS Barbarossa a fost numit inițial „Britannia”, proprietatea liniei maritime „Cunard Line”. 
A fost un navă cu aburi britanică, folosită pentru transportul de pasageri și a poștei transatlantice.